# 2001 год в авиации
Список событий в авиации в 2001 году.

## События
- 31 января — в небе Японии едва не столкнулись два авиалайнера компании Japan Airlines.
- 7 марта — в Киеве основан Государственный музей авиации, крупнейший на Украине музей технического профиля.
- 27 июля — первый полёт лёгкого сельскохозяйственного самолёта Су-38Л[1].
- 31 августа — совершил первый полёт головной модернизированный в Индии MiG-21UPG Bison[2].
- 4 сентября — первый полёт Су-80, самолёт для местных и региональных авиалиний разработки ОКБ Сухого.
- 11 сентября — террористическая атака в США.

### Катастрофы
- 22 июня в Воронежской области при выполнении авиационно-химических работ потерпел катастрофу самолёт Авиатика-МАИ-890. Пилот погиб.
- 3 июля при заходе на посадку в Иркутский аэропорт потерпел катастрофу Ту-154 авиакомпании «Владивосток Авиа», совершавший рейс по маршруту Екатеринбург-Иркутск-Владивосток. 145 человек погибли.
- 4 октября 2001 года, авиалайнер Ту-154М авиакомпании "Сибирь" выполнял пассажирский рейс по маршруту Тель-Авив - Новосибирск, но был сбит над Чёрным Морем ракетой "земля-воздух" выпущеной ВВС Украины. Погибли все 78 человек на борту.

## Персоны

### Скончались
- 12 мая — Туполев, Алексей Андреевич — советский авиаконструктор, академик Российской академии наук, Герой Социалистического Труда, доктор технических наук (1963), профессор (1964).
- 18 мая — Алексей Петрович Маресьев, легендарный лётчик-ас, дважды кавалер ордена Трудового Красного Знамени, Герой Советского Союза. Маресьев — прототип героя повести Бориса Полевого «Повесть о настоящем человеке».
- 23 мая — Ворожейкин, Арсений Васильевич, советский военный лётчик-истребитель, участник боёв на Халхин-Голе, Советско-финской и Великой Отечественной войн, дважды Герой Советского Союза, генерал-майор, писатель.